# Ханс Волф фон Геминген-Гутенберг
Ханс Волф фон Геминген-Гутенберг (на немски: Hans Wolf von Gemmingen-Guttenberg; * 1592; † 1638) е благородник от стария алемански рицарски род Геминген в Крайхгау в Баден-Вюртемберг.
Той е вторият син на Волф Дитрих фон Геминген (1550 – 1595), господар на дворец Унтершлос в Геминген, и съпругата му фрайин Мария фон Геминген-Бюрг (1552 – 1609), дъщеря на Еберхард фон Геминген-Бюрг († 1583) и Мария Грек фон Кохендорф († 1609).
Братята му са Дитрих (1584 – 1659), създава 1. клон (Геминген-Фюрфелд), и Волф Дитер (1595 – 1645), създава 2. клон (Бонфелд-Гутенберг).

## Фамилия
Ханс Волф фон Геминген-Гутенберг се жени 1615 г. за Анна Мария фон Геминген-Бюрг (1598 – 1635), дъщеря на Бернолф фон Геминген († 1609) и Анна фон Грумбах († 1607). Ханс Волф фон Геминген-Гутенберг се жени втори път за Анна Елизабета цу Елтц. Не е известно дали има деца.